# Mongla
Mongla è un sottodistretto (upazila) del Bangladesh appartenente alla divisione di Khulna, nella parte sud-occidentale del Paese, nelle vicinanze del fiume Pusur.
La città di Mongla, nota anche come Mongla Port e, in passato, Chalna Port, è un'importante città portuale: situata circa 100 km a nord del golfo del Bengala, è collegata ai maggiori porti fluviali dell'entroterra e al terminal ferroviario di Khulna. Tra i principali prodotti esportati nel porto vi sono iuta, cuoio, tabacco, pesce congelato e gamberetti. Tra quelli importati figurano granaglie, cemento, fertilizzante, carbone e pasta di legno.